# カラビュック
カラビュック（トルコ語: Karabük）は、トルコの黒海地方にある町。カラビュック県の県都で、人口は10万8167人（2009年国勢調査）である。地区の面積は760平方キロ、標高354m。
アナトリア半島北部、アンカラの北およそ200km、ゾングルダクから115km、カスタモヌから113kmに位置する。1995年にカラビュック県が設置されるまでは、ゾングルダク県の一部だった。アラチュ川とソアンル川が合し、フィルヨス川となる。

## 地名
カラビュックの地名の出所ははっきりしない。トルコ語で kara は黒もしくは土地、bük は茂みを意味するから、カラビュックでは「黒い茂み」の意になる。

## 歴史
カラビュックは、黒海沿岸のアマスラと中央アナトリアを結ぶ街道沿いに位置する。トルコ建国後しばらくは、サフランボルのヨーレベリ村に属するわずか13戸の小村で、アンカラ - ゾングルダク線の駅が設けられていた。町の発展は国の産業化政策で始まった。1939年、初の国営製鉄所が建設されて以降急速に発展、1953年に地区に昇格し、1995年には県都となった。市街の3km郊外にある、ハドリアノポリス（エスキパザール）という4世紀の古代都市には多くの噴水、教会、浴場が残る。近年になってその大部分が発掘されたが、長年横行してきた盗掘が観光地化に悪影響を及ぼしている。

## 気候
温暖湿潤気候で、夏は蒸し暑く冬は冷涼である。
| カラビュックの気候                              | カラビュックの気候 | カラビュックの気候 | カラビュックの気候 | カラビュックの気候 | カラビュックの気候 | カラビュックの気候 | カラビュックの気候 | カラビュックの気候 | カラビュックの気候 | カラビュックの気候 | カラビュックの気候 | カラビュックの気候 | カラビュックの気候 |
| 月                                              | 1月                | 2月                | 3月                | 4月                | 5月                | 6月                | 7月                | 8月                | 9月                | 10月               | 11月               | 12月               | 年                 |
| ----------------------------------------------- | ------------------ | ------------------ | ------------------ | ------------------ | ------------------ | ------------------ | ------------------ | ------------------ | ------------------ | ------------------ | ------------------ | ------------------ | ------------------ |
| 最高気温記録 °C （°F）                          | 22.1 (71.8)        | 24.8 (76.6)        | 32.5 (90.5)        | 34.3 (93.7)        | 37.0 (98.6)        | 40.5 (104.9)       | 43.0 (109.4)       | 43.6 (110.5)       | 40.8 (105.4)       | 37.2 (99)          | 25.8 (78.4)        | 23.7 (74.7)        | 43.6 (110.5)       |
| 平均最高気温 °C （°F）                          | 7.0 (44.6)         | 10.1 (50.2)        | 15.3 (59.5)        | 20.2 (68.4)        | 25.3 (77.5)        | 29.0 (84.2)        | 32.1 (89.8)        | 32.7 (90.9)        | 28.0 (82.4)        | 21.5 (70.7)        | 14.2 (57.6)        | 8.6 (47.5)         | 20.33 (68.61)      |
| 平均最低気温 °C （°F）                          | −0.8 (30.6)        | 0.3 (32.5)         | 2.8 (37)           | 6.6 (43.9)         | 10.1 (50.2)        | 13.7 (56.7)        | 16.2 (61.2)        | 16.2 (61.2)        | 12.7 (54.9)        | 8.8 (47.8)         | 3.5 (38.3)         | 0.7 (33.3)         | 7.57 (45.63)       |
| 最低気温記録 °C （°F）                          | −13.9 (7)          | −13.4 (7.9)        | −9.2 (15.4)        | −3.3 (26.1)        | 0.1 (32.2)         | 4.6 (40.3)         | 8.9 (48)           | 9.1 (48.4)         | 4.5 (40.1)         | −2.5 (27.5)        | −5.1 (22.8)        | −12.0 (10.4)       | −13.9 (7)          |
| 降水量 mm （inch）                              | 53.9 (2.122)       | 34.3 (1.35)        | 44.6 (1.756)       | 47.1 (1.854)       | 46.6 (1.835)       | 52.3 (2.059)       | 32.5 (1.28)        | 24.7 (0.972)       | 31.0 (1.22)        | 38.8 (1.528)       | 32.1 (1.264)       | 45.5 (1.791)       | 483.4 (19.031)     |
| 平均降雨日数                                    | 12.9               | 11.9               | 12.2               | 12.5               | 11.7               | 10.2               | 6.1                | 5.3                | 7.0                | 9.0                | 9.9                | 12.0               | 120.7              |
| 出典：Devlet Meteoroloji İşleri Genel Müdürlüğü |                    |                    |                    |                    |                    |                    |                    |                    |                    |                    |                    |                    |                    |

## 経済
苦灰石や石灰石を産するほか、ゾングルダクから石炭とマンガン、ディヴリイから鉄鉱石が供給されることからコークス炉、高炉、鋳造所などがある。硫酸やリン酸塩の化学工場も置かれている。ゾングルダク一帯は炭田が広がっている。
トルコの大手製鉄メーカー、カルデミールが本社を構える。